# Polyphonius
Polyphonius is een vliegengeslacht uit de familie van de roofvliegen (Asilidae).

## Soorten
- P. laevigatus Loew, 1848
- P. theodori Hradský & Hüttinger, 1992